# بوبي ريس (لاعب كرة قدم)
بوبي ريس (بالإنجليزية: Bobby Reiss)‏ هو لاعب كرة قدم أمريكي في مركز الدفاع، ولد في 30 سبتمبر 1990 في بالمديل في الولايات المتحدة. لعب مع أتلانتا سيلفرباكس.

## وصلات خارجية
- بوبي ريس (لاعب كرة قدم) على موقع قاعدة بيانات كرة القدم.إي يو (الإنجليزية)
- بوبي ريس (لاعب كرة قدم) على موقع Soccerway.com (الإنجليزية)